# Liste des plus hautes structures d'Arras

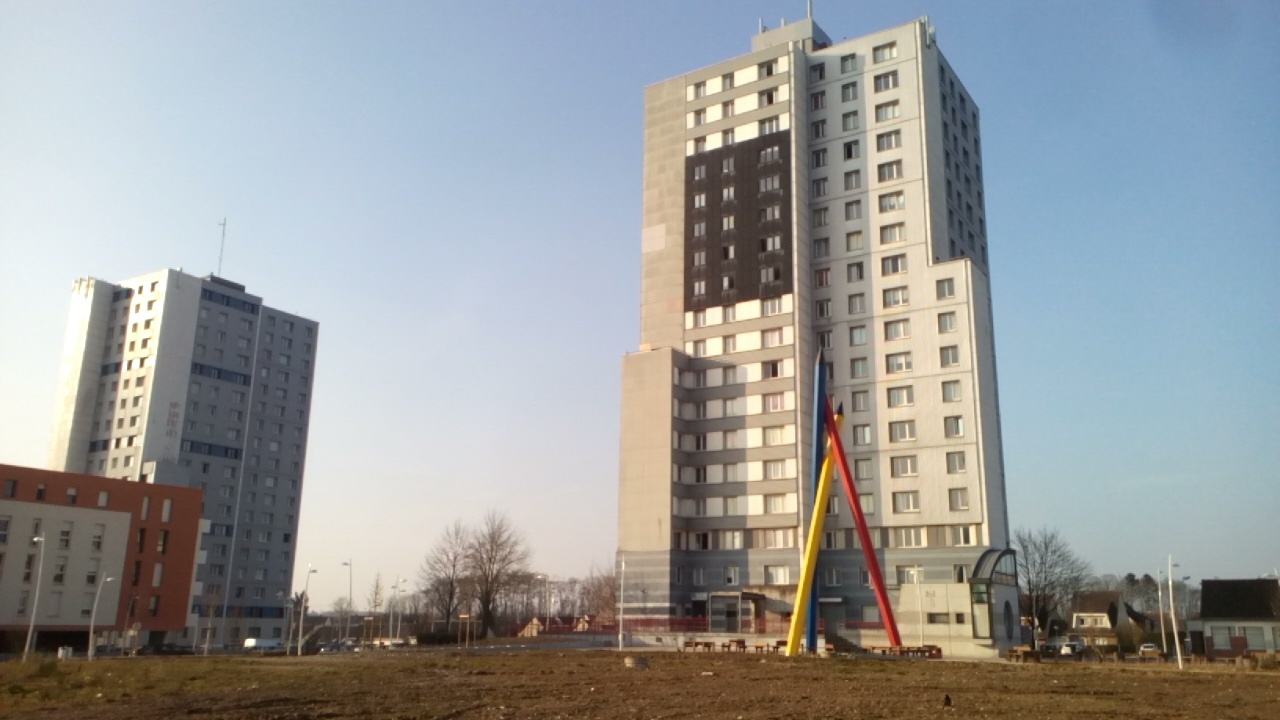
ZUP de Saint-Nicolas

Voici la liste des plus hauts bâtiments de l'agglomération arrageoise : 

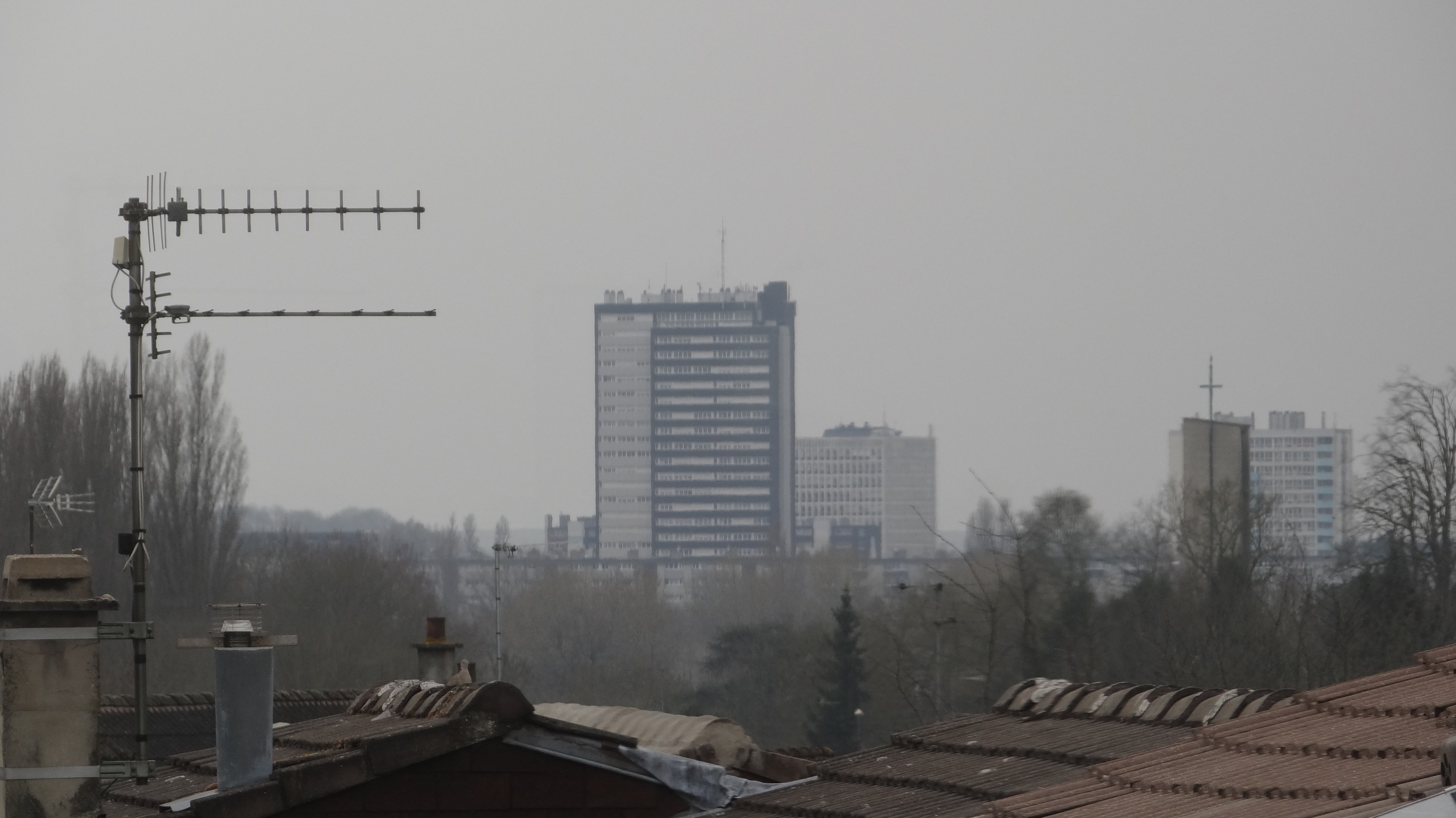
Arras Ouest Baudimont Résidence Saint-Paul

(Les hauteurs données ci-dessous proviennent soit des services de la ville, soit de Pas-de-calais Habitat, soit de La Voix du Nord.)
| Rang | Nom                         | Hauteur (m) | Nombre d'étages | Commune        | Utilisation       | Nombre de logements | Illustration |
| ---- | --------------------------- | ----------- | --------------- | -------------- | ----------------- | ------------------- | ------------ |
| 1    | Beffroi de l’hôtel de ville | 75          | Non applicable  | Arras (Centre) | Esthétique        | /                   |              |
| 2    | Tour Verlaine               | 63          | 20              | Arras (Ouest)  | Logements (HLM)   | 121                 |              |
| 3    | Tour Saint Jean B           | 56          | 16              | Arras (Centre) | Logements (privé) | ?                   |              |
| 4    | Tour Saint Jean A           | 56          | 16              | Arras (Centre) | Logements (privé) | ?                   |              |
| 5    | Tour Cézanne                | 54          | 17              | Arras (Ouest)  | Logements (HLM)   | 103                 |              |
| 6    | Tour de la DDE              | 45          | 12              | Arras (Ouest)  | Administration    | /                   |              |

Le classement effectué ci-dessous est classé par nombre d'étages en raison du refus de communication des hauteurs par Pas-de-calais Habitat :
| Rang | Nom                  | Nombre d'étages | Commune                 | Utilisation     | Nombre de logements | Illustration |
| ---- | -------------------- | --------------- | ----------------------- | --------------- | ------------------- | ------------ |
| 1    | Le Pelvoux           | 17              | Saint-Nicolas-Lez-Arras | Logements (HLM) | 104                 |              |
| 2    | Tour Courbet         | 17              | Arras (Ouest)           | Logements (HLM) | 103                 |              |
| 3    | Le Péclet            | 17              | Saint-Nicolas-Lez-Arras | Logements (HLM) | 102                 |              |
| 4    | Tour Voltaire        | 12              | Arras (Ouest)           | Logements (HLM) | 76                  |              |
| 5    | Le Kemmel            | 12              | Saint-Nicolas-Lez-Arras | Logements (HLM) | ?                   |              |
| 6    | Barres Goudemands    | 9               | Arras (Centre)          | Logements (HLM) | ?                   |              |
| 7    | Barres des 4 As 1    | 9               | Achicourt               | Logements (HLM) | 116                 |              |
| 8    | Barres des 4 As 2    | 9               | Achicourt               | Logements (HLM) | 87                  |              |
| 9    | Barres Blanc Monts 1 | 9               | Arras (Ouest)           | Logements (HLM) | ?                   |              |
| 10   | Barres Blanc Monts 2 | 9               | Arras (Ouest)           | Logements (HLM) | ?                   |              |

Un plan de renouvellement urbain a entraîné la destruction de quelques autres tours entre 2010 et 2015,.